# Fuchsgrabenbach (Oswaldgrabenbach)
Der Fuchsgrabenbach, auch Fuchsbach genannt, ist ein rund 1,2 Kilometer langer, rechter Nebenfluss des Oswaldgrabenbachs in der Steiermark.

## Verlauf
Der 1,227 Kilometer lange Fuchsgrabenbach entsteht im westlichen Teil der Gemeinde Kainach bei Voitsberg, im südwestlichen Teil der Katastralgemeinde Oswaldgraben, südwestlich des Hofes Fuchsbauer. Er fließt im Oberlauf relativ gerade nach Nordosten, ehe er etwa 500 Meter vor seine Mündung auf einen relativ geraden Nordnordostkurs schwenkt. An der Grenze zwischen den Katastralgemeinde Oswaldgraben und Kainach mündet er nordöstlich des Hofes Fuchsbauer und südsüdöstlich des Steinkogels in den Oswaldgrabenbach, der danach nach links abbiegt. Auf seinem Lauf nimmt der Fuchsgrabenbach sowohl von links als auch von rechts je zwei kleine und unbenannte Wasserläufe auf.
Der Großteil des Laufes des Fuchsgrabenbaches bildet die Grenze zwischen den beiden Katastralgemeinde Oswaldgraben und Kainach.